# Nicole Regnier
Nicole Regnier, née le 28 février 1995 à Cali (Colombie), est une footballeuse internationale colombienne qui évolue au poste d'attaquant.
Elle participe aux Jeux olympiques d'été de 2016.

## Carrière
Elle fait partie de l'équipe de Colombie féminine de football des moins de 17 ans qui participe en 2012 au Sudamericano Femenino des moins de 17 ans.